# Coelichneumon chalybeus
Coelichneumon chalybeus là một loài tò vò trong họ Ichneumonidae.